# Тимошинская (Митюковский сельсовет)
Тимошинская — деревня в Вожегодском районе Вологодской области.
Входит в состав Митюковского сельского поселения, с точки зрения административно-территориального деления — в Митюковский сельсовет.
Расстояние по автодороге до районного центра Вожеги — 71 км, до центра муниципального образования Сосновицы — 3 км. Ближайшие населённые пункты — Поповка, Васильевская, Костюнинская.
По переписи 2002 года население — 1 человек.